# Kontinuerlig bølge
For alternative betydninger, se: Continuous wave (binær modulationsform)
En kontinuerlig bølge eller kontinuerlig bølgeform (engelsk continuous wave forkortet CW) er en elektromagnetisk bølge med en konstant amplitude og frekvens; næsten altid en sinusformet, som indenfor matematisk analyse regnes for at være af uendelig varighed.